# Kiebitz (Spielbeobachter)
Bei vielen Brett- und Kartenspielen, zum Beispiel Schach und Skat, werden Zuschauer, die ein Spiel beobachten, Kiebitze genannt.

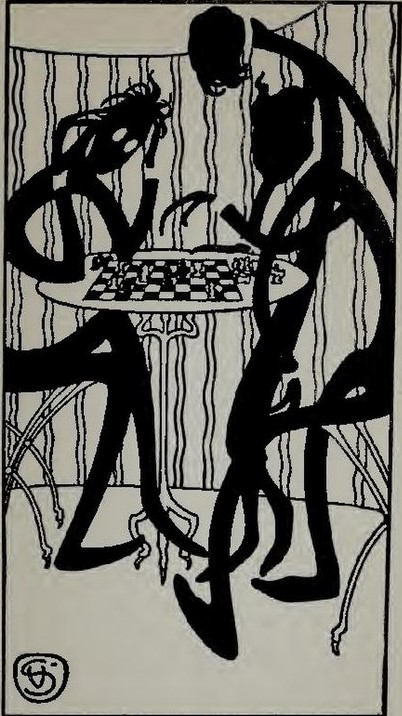
Viktor Schufinsky Schachspieler mit Kiebitz (1902)

Bei Kartenspielen ist es üblich, dass ein Kiebitz nur einem Spieler in die Karten sehen darf. Damit will man möglichen zeichengebenden Gesten oder Bemerkungen vorbeugen. Bei großen internationalen und nationalen Turnieren (Schach, Bridge) ist das Kiebitzen lediglich über Monitore möglich. Beim Schach wird der Begriff teilweise pejorativ verwendet; gemeint sind dann Beobachter, die sich durch Zwischenbemerkungen einmischen. Das Wort ist auch im englischen Sprachraum als kibitz oder kibitzer (Substantiv) oder to kibitz (Verb) bekannt. Im Polnischen wird als "kibic" ein Fan einer Sportart, eines Sportklubs oder im Allgemeinen ein Zuschauer einer Sportveranstaltung bezeichnet.

## Herkunft des Wortes
Mit der Vogelart Kiebitz, deren Name als Schallwort aus dem Warnruf dieses Regenpfeifers entstand, ist die Bezeichnung für den Spielbeobachter wahrscheinlich nur durch Volksetymologie verbunden. Lautgestalt und Gebrauchsweise sind wohl durch diesen Vogelnamen beeinflusst (im Verständnis der Sprachwissenschaft sekundär motiviert), jedoch ist die Bezeichnung aus einer anderen Wurzel entstanden. Nach vorherrschender sprachwissenschaftlicher Meinung stammt es aus dem Rotwelschen, der Geheimsprache der Fahrenden und Gauner, wo seit dem 19. Jahrhundert die Formen Kiewisch, Chippesch, Gippesch, Kippesch, mit den Bedeutungen „Durchsuchung, Untersuchung, Leibesvisitation“, dazu die Zusammensetzungen Medinekiewisch („Landstreife, polizeiliche Treibjagd auf Zigeuner“), Unterkiewisch („Untersuchung, Untersuchungsprozeß“) und die Verben kiewischen, kibitschen, chippischen, unterkiewischen („untersuchen, durchsuchen“) sowie bekibbischen („betasten“) bezeugt sind.
Im Rotwelschen bezieht sich das Wort zunächst auf die obrigkeitliche Kiewisch gegen Rotwelschsprecher und „Zigeuner“ und auf die ärztliche Untersuchung von Prostituierten, daneben auch allgemeiner auf das Durchsuchen von Taschen, Kleidung, Räumlichkeiten sowie auf das gegenseitige Untersuchen der Rotwelschsprecher nach einer erfolgreichen kriminellen Unternehmung zur Sicherstellung, dass keiner der Teilnehmer einen Teil der Beute unterschlägt. Die ursprüngliche Verwendungsweise lebt auch in dem verwandten österreichischen Wort Kiberer („Polizist“) fort.
Bereits 1855 war der Begriff Kibitze im Schachspiel geläufig. In 1856 tauchte das Wort auch auf den Bereich des Kartenspiels auf. und ging von dort in die deutsche Umgangssprache und in weiterer Folge auch in die Literatursprache ein.
Die Wurzel des rotwelschen Wortes ist nicht sicher bekannt, in älterer Literatur wurde hierfür ein jiddisches Wort kobesch sein oder koiwesch sein „bezwingen, unterdrücken“ und möglicher Einfluss von kewius „Gewißheit, Sicherheit“ vermutet.